# Modelo (kommun)
Modelo är en kommun i Brasilien.   Den ligger i delstaten Santa Catarina, i den södra delen av landet, 1 300 km söder om huvudstaden Brasília. Antalet invånare är 4 047.
Trakten runt Modelo består till största delen av jordbruksmark. Runt Modelo är det ganska glesbefolkat, med 43 invånare per kvadratkilometer.